# James Fulton
James Fulton, (Bailieborough, Condado de Cavan, Irlanda; 9 de marzo de 1992) es un copiloto irlandés de rally que compite en el Campeonato Mundial de Rally de la FIA.

## Trayectoria
Fulton hizo su debut en el Campeonato Mundial de Rally en la temporada 2020 copilotando a Barry McKenna en el Rally de México. 
En 2021, se unió con Josh McErlean diputándo tres rallyes. En el Rally Cataluña la duplá consiguió su primer podio mundialista al terminar en la tercera posición en el WRC-3.
En 2022, McErlean y Fulton pasaron a formar parte del programa de jóvenes pilotos de Hyundai, como parte de este programa disputarón siete rallyes a bordo del Hyundai i20 N Rally2. El mejor resultado de la duplá en el campeonato fue el octavo puesto conseguido en el Rally de Estonia. El 11 de octubre se anunció que Fulton fue escogido como el nuevo copiloto de Craig Breen en reemplazo de Paul Nagle quien se retiraria tras el Rally de Cataluña.
En 2023, Fulton junto a Breen pasó al Hyundai Shell Mobis WRT. En su primer rallye sobre el Hyundai i20 N Rally1, en Suecia, la duplá irlandesa tuvo una gran performance, ganaron cuatro etapas cronometradas y se mantuvieron en la lucha por la victoria durante todo el rallye, terminando finalmente en la segunda posición.
En el mismo año, la dupla de Hyundai estaba practicando para el Rally de Croacia cuando, en cercanías de la localía Stari Golubovec, el Hyundai impactó contras unos postes de unas vallas de madera. Breen falleció producto del choque, mientras que Fulton salió ileso.

## Resultados

### Resultados en el Campeonato Mundial de Rally
| Año  | Equipo                           | Coche                 | 1   | 2      | 3       | 4      | 5       | 6      | 7       | 8      | 9       | 10    | 11     | 12     | 13     | Pos.  | Puntos |
| ---- | -------------------------------- | --------------------- | --- | ------ | ------- | ------ | ------- | ------ | ------- | ------ | ------- | ----- | ------ | ------ | ------ | ----- | ------ |
| 2020 | Barry McKenna                    | Škoda Fabia R5        | MON | SWE    | MEX Ret | EST    | TUR     | ITA    | MNZ     |        |         |       |        |        |        | -     | 0      |
| 2021 | Josh McErlean                    | Hyundai i20 R5        | MON | ART    | CRO     | POR    | ITA     | SAF    | EST     | BEL 12 | GRE     | FIN   | ESP 17 |        |        | -     | 0      |
| 2021 | Josh McErlean                    | Hyundai i20 N Rally2  |     |        |         |        |         |        |         |        |         |       |        | MNZ 19 |        | -     | 0      |
| 2022 | Josh McErlean                    | Hyundai i20 N Rally2  | MON | SWE 29 | CRO     | POR 40 | ITA 28  | SAF    | EST 19  | FIN 34 | BEL Ret | GRE   | NZL    | ESP 21 |        | -     | 0      |
| 2022 | M-Sport Ford WRT                 | Ford Puma Rally1      |     |        |         |        |         |        |         |        |         |       |        |        | JPN 24 | -     | 0      |
| 2023 | Hyundai Shell Mobis WRT          | Hyundai i20 N Rally1  | MON | SWE 2  | MEX     | CRO WD |         | ITA    | SAF     |        |         |       |        |        |        | 14.º  | 19     |
| 2023 | Sports & You                     | Hyundai i20 N Rally2  |     |        |         |        | POR Ret |        |         |        |         |       |        |        |        | 14.º  | 19     |
| 2023 | Motorsport Ireland Rally Academy | Hyundai i20 N Rally2  |     |        |         |        |         |        |         | EST 16 | FIN 19  | GRE   | CHL    | EUR 44 | JPN    | 14.º  | 19     |
| 2024 | Josh McErlean                    | Škoda Fabia RS Rally2 | MON | SWE    | SAF     | CRO    | POR 9   |        |         |        |         |       |        |        |        | 29.º* | 2*     |
| 2024 | Toksport WRT 2                   | Škoda Fabia RS Rally2 |     |        |         |        |         | ITA 13 | POL Ret | LAT 21 | FIN 12  | GRE 9 | CHL    | EUR 11 | JPN    | 29.º* | 2*     |

### WRC-2
| Año  | Equipo                           | Coche                 | 1   | 2      | 3   | 4      | 5       | 6     | 7       | 8      | 9       | 10    | 11  | 12     | 13  | Pos. | Puntos |
| ---- | -------------------------------- | --------------------- | --- | ------ | --- | ------ | ------- | ----- | ------- | ------ | ------- | ----- | --- | ------ | --- | ---- | ------ |
| 2022 | Josh McErlean                    | Hyundai i20 N Rally2  | MON | SWE 13 | CRO | POR 19 | ITA 20  | SAF   | EST 8   | FIN 13 | BEL Ret | GRE   | NZL | ESP 11 | JPN | 46.º | 4      |
| 2023 | Sports & You                     | Hyundai i20 N Rally2  | MON | SWE    | MEX | CRO    | POR Ret | ITA   | SAF     |        |         |       |     |        |     | 42.º | 4      |
| 2023 | Motorsport Ireland Rally Academy | Hyundai i20 N Rally2  |     |        |     |        |         |       |         | EST 8  | FIN 12  | GRE   | CHL | EUR 19 | JPN | 42.º | 4      |
| 2024 | Josh McErlean                    | Škoda Fabia RS Rally2 | MON | SWE    | SAF | CRO    | POR 2   |       |         |        |         |       |     |        |     | 8.º  | 50     |
| 2024 | Toksport WRT 2                   | Škoda Fabia RS Rally2 |     |        |     |        |         | ITA 8 | POL Ret | LAT 8  | FIN 7   | GRE 6 | CHL | EUR 5  | JPN | 8.º  | 50     |

### WRC-3
| Año  | Equipo        | Coche                | 1   | 2   | 3   | 4   | 5   | 6   | 7   | 8     | 9   | 10  | 11    | 12    | Pos. | Puntos |
| ---- | ------------- | -------------------- | --- | --- | --- | --- | --- | --- | --- | ----- | --- | --- | ----- | ----- | ---- | ------ |
| 2021 | Josh McErlean | Hyundai i20 R5       | MON | ART | CRO | POR | ITA | SAF | EST | BEL 5 | GRE | FIN | ESP 3 |       | 10.º | 36     |
| 2021 | Josh McErlean | Hyundai i20 N Rally2 |     |     |     |     |     |     |     |       |     |     |       | MNZ 6 | 10.º | 36     |